# Berlancourt (Aisne)
Berlancourt è un comune francese di 105 abitanti situato nel dipartimento dell'Aisne della regione dell'Alta Francia.

## Società

### Evoluzione demografica
Abitanti censiti